# Списък на политическите партии в Полша
Полша има многопартийна система.

## Парламентарно представени партии
| Партия                | Места в Сейма (2015) | Места в Сената (2015) | Идеология                |
| --------------------- | -------------------- | --------------------- | ------------------------ |
| Право и справедливост | 235                  | 61                    | Национален консерватизъм |
| Гражданска платформа  | 138                  | 34                    | Либерален консерватизъм  |
| Кукиз'15              | 42                   |                       |                          |
| Модерна               | 28                   |                       | Либерализъм              |
| Полска народна партия | 16                   | 1                     | Аграризъм                |
| Немско малцинство     | 1                    |                       | Малцинствена партия      |
| независими            |                      | 4                     |                          |

## Извънпарламентарни партии
- Движение на Паликот
- Славянски съюз
- Съюз на демократичната левица

## Закрити партии
- Полска обединена работническа партия